# Левски (железопътна гара)
Железопътна гара Левски е железопътна гара, обслужваща град Левски. През гарата преминават жп линиите София – Варна и Свищов – Левски – Троян.

## История
През 1881 г. правителството на Драган Цанков предлага в Народното събрание да се проучи построяването на жп линия София – Дунава. Със закон от 15 февруари 1883 г. строежа започва. По това време се строи и железопътния възел гара Левски. Линията е открита официално от княз Фердинанд I на 8 ноември 1899 г., с начална гара София – Роман – Плевен – Горна Оряховица – Шумен – Варна. През 1908 г. жп спирка Левски се преобразува в жп гара.